# حانة على الطريق (فلم 2024)
حانة على الطريق (بالإنجليزية: Road House) هو فيلم أكشن أمريكي صدر في 2024 يعمل كإعادة إنتاج أو وصف بأنه «إعادة تخيل» لفيلم 1989 الذي يحمل نفس الاسم. من إخراج دوج ليمان، كتب السيناريو أنتوني باجاروزي وتشاك موندري، من قصة تصوروها مع كاتب القصة الأصلي ديفيد لي هنري، والنجوم جيك جيلنهال، ودانييلا ملشيور، وكونر ماكغريغور، وبيلي ماجنوسن. جويل سيلفر أنتج الفيلم، كما فعل مع الفيلم الأصلي. ومن المقرر أن تصدره أستوديوهات أمازون.

## وصلات خارجية
- مقالات تستعمل روابط فنية بلا صلة مع ويكي بيانات